# Ophiocoma pumila
Ophiocoma pumila is een slangster uit de familie Ophiocomidae.
De wetenschappelijke naam van de soort werd in 1856 gepubliceerd door Christian Frederik Lütken.